# Abluțiunea în Islam
Abluțiunea este spălarea rituală a corpului prescrisă de unele religii pentru purificare. În Islam, abluțiunea este un ritual foarte important ce se face zilnic înainte de rugăciuni.

## Prezentare Generală
Abluțiunea este o curățare spirituală și fizică. Începe prin curățarea minții de gânduri și neliniști și se concentrează pe Dumnezeu și binecuvântarea Lui.
Înainte de începerea rostirii rugăciunii, credinciosul săvârșește spălarea rituală.
În Islam sunt două tipuri de abluțiuni: abluțiunea parțială ( wudu) și abluțiunea generală (ghusl)

## Abluțiunea parțială (Wudu)
Wudu este abluțiunea islamică standard, ce se face zilinc, înainte de rugăciune.
O,voi cei ce credeți! Când vă ridicați la rugăciune; spălați-vă fețele și mâinile până la coate. Frecați-vă capetele și picioarele până la călcâie. Dacă aveți vreo necurățenie, curățați-vă. Dacă sunteți bolnavi ori în călătorie, dacă vreunul dintre voi vine de la locul tăinuit, dacă v-ați atins de femei și nu veți găsi apă, atunci folosiți nisip curat cu care vă veți șterge fețele și mâinile voastre. Dumnezeu nu vrea să vă împovăreze, ci El vrea să vă curățească și să desăvârșească harul Lui în voi. Poate veți mulțumi! (Coran5:6)

### Pașii pentru îndeplinirea acesteia:
1.În islam, intenția are un rol extrem de important, așadar se începe spunând: „Bismillahi al rahmani al rahiam” ( În numele lui Allah, cel Milostiv, Îndurător)
2. Spală-ți ambele mâini până la încheietura mâinii, de trei ori, fiind atent ca apa să ajungă printre degete; se începe cu spălarea mâinii drepte, apoi a celei stângi.
3. Ia apă în gură și clătește-o de trei ori.
4.Aspiră apa pe nas cu mâna dreaptă și curăță-l cu stânga, de trei ori.
5.Spală-ți fața de trei ori de la lobul urechii drepte, până la lobul urechii stângi și de la partea superioară a frunții până la gât
6. Spală-ți antebrațul drept și apoi cel stâng, de la încheietura pumnului până deasupra cotului, de trei ori, având grijă ca apa să ajungă pe toată suprafața antebrațului.
7.Trece-ți mâinile ude prin păr
8. În continuare, curăță, cu degetele umede, interiorul ambelor urechi, și de asemenea, freacă cu degetul mare după urechi.
9.După aceea trece cu dosul palmelor umede peste ceafă.
10.În final , spală-ți ambele picioare până deasupra gleznei, începând cu dreptul, având grijă ca apa să atingă vârful, locul dintre degete și toată suprafața piciorului.
Wudu durează 24 de ore, sau 3 zile, în cazul unei călătorii
La sfârșitul ritualului se rostește: „Eșhedu en la illa allah uahdehu la Șerikeleh, ue eșhedu enne muhammeden ‘abduhu ue resuluh” ( Mărturisesc, că nu există alt dumnezeu decât Allah, că El este unic și nu are pereche; mărturisesc, că Muhammed( pacea si binecuvântarea lui Allah fie asupra lui) este slujitorul și mesagerul său.)  

### Ceea ce anulează abluțiunea:
1. Săvărșirea nevoilor fiziologice- urină, fecale, gaze
2. Pierderea cunoștinței (somnul adânc, beția, leșinul, nebunia)
3. Atingerea organului sexual cu mâna, fără a avea ceva între el și mână
4. Scurgerea sângelui sau a puroiului din orice parte a corpului
5. A râde cu voce tare în timpul rugăciunii.
6. Voma

## Abluțiunea generală (Ghusl)
Abluțiunea generală (ghusl), reprezintă îmbăierea întregului corp, necesară în următoarele situații:
1) la ieșirea secreției spermatice la bărbați și a secreției glandelor genitale la femei
2) la contactul organelor sexuale cu cele de sex opus
3) la ieșirea din perioada de menstruație sau lăuzie
4) la acceptarea religiei islamice
5) la moartea unui musulan (cel care moare trebuie spălat)

## Ceea ce i se interzice musulmanului atunci când este în starea de impuritate majoră:
1) Să îndeplinească rugăciunea
2) Nu poate înconjura Kaaba
3) Nu poate atinge Coranul
4) Ținerea Postului (Ramadan) 
5) Șederea în moschee

## Abluțiunea cu pământ (Tayammum)
Tayammum înseamnă o purificare, o curățire fără apă, cu pământ și praf. În situațiile când nu există apă sau când, deși există, nu poate fi utilizată pentru efectuarea abluțiunii și a abluțiunii generale, se utilizează țărână curată, nisip, var și piatră. Această purificare ușurează mult efectuarea abluțiunii și a abluțiunii generale. Purificarea cu țărână este la fel ca purificarea cu apă.
În Coran, este menționat acest verset, referitor la curățirea uscată:
O,voi cei ce credeți! Nu vă apropiați de rugăciune, atâta vreme cât sunteți beți- așteptați să știți ce spuneți, ori întinați- dacă nu sunteți în călătorie-așteptați să vă spălați. Dacă sunteți bolnavi, dacă sunteți în călătorie,dacă unul din voi se întoarce de la locul tăinuit, dacă ați atins femeile și dacă nu veți găsi apă, atunci luați nisip curat și frecați-vă fața și mâinile. Dumnezeu este Îngăduitor, Iertător (Coran 4:43)

### Situațiile care fac permisă abluțiunea cu pământ:
1.Când nu există apă curată pentru a face abluțiunea sau abluțiunea generală sau chiar dacă există și este puțină și este întrebuințată pentru băut sau mâncare.
2. Când există o boală care nu permite spălarea cu apă, sau când există diferite pericole de îmbolnăvire, sau dacă se întârzie vindecarea.
3. Când în apropierea sursei de apă există un inamic sau animale sălbatice și otrăvitoare.

### Efectuarea abluțiunii cu pământ:
1.Intenția
2. Având mânecile suflecate până la coate, se pun palmele pe țărână, piatră, nisip sau pe un perete zugrăvit cu var și cu ele își șterge fața în așa fel încât să nu rămână nici o porțiunea a feței neatinsă.
3. Se bat din nou mâinile pe pământ și apoi se execută ștergerea reciprocă a mâinilor, până la coate. Întâi mâna stângă șterge mâna dreaptă, începând de la vârful degetelor până la cot, apoi, mâna dreaptă șterge mâna stângă, până la cot.
Ceea ce anulează abluțiunea parțială și cea totală, anulează și abluțiunea cu pământ, de asemenea apariția sau existența unei surse de apă, este un motiv principal al anulării valabilității.